# Fuat Usta
Fuat Usta est un footballeur turco-néerlandais né le 3 juillet 1972.

## Carrière d'entraîneur
- 2019-2020 :  MVV Maastricht